# 湘南モノレール江の島線

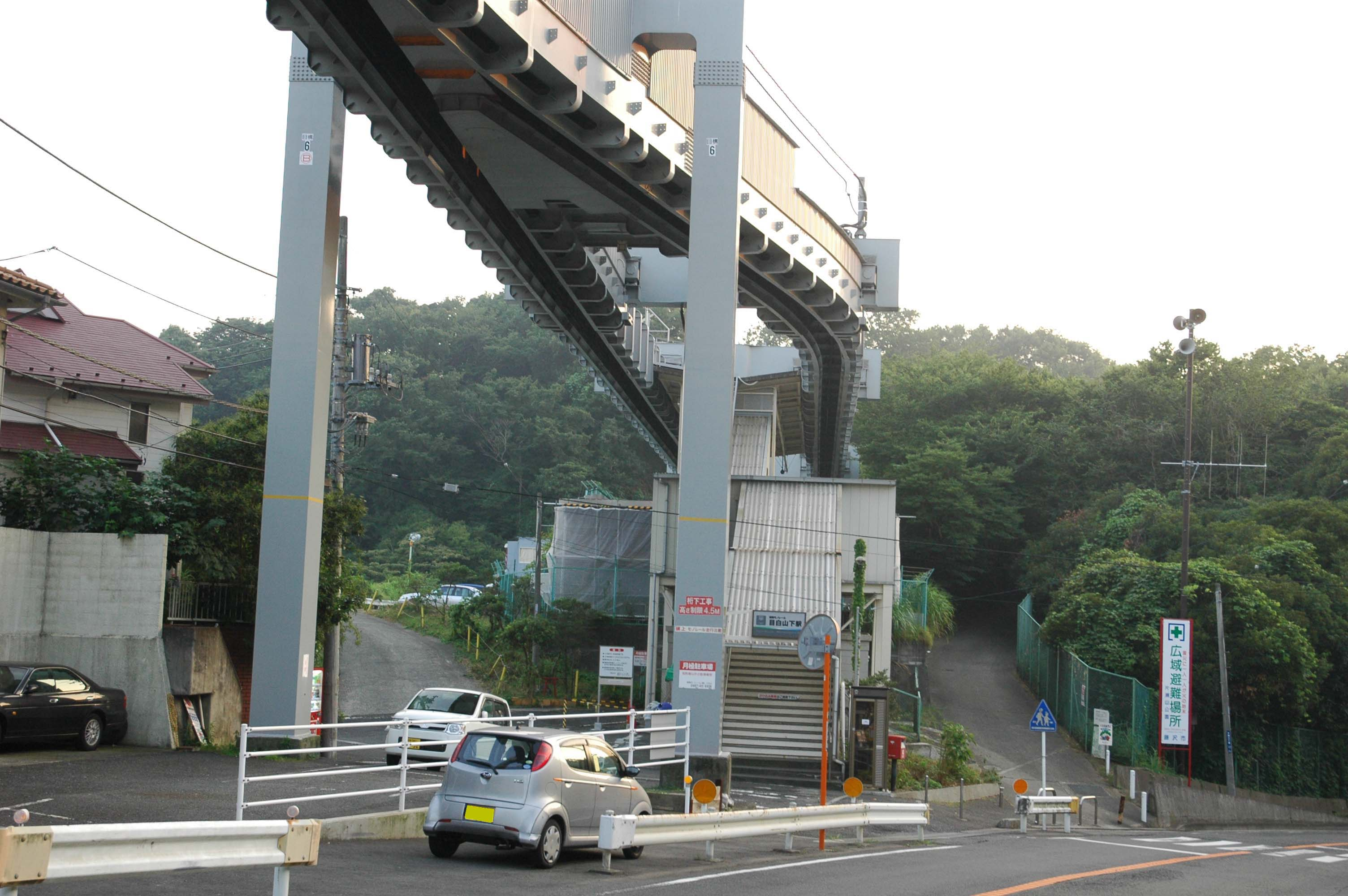
丘陵地帯を貫く郊外型モノレール路線である（目白山下駅）

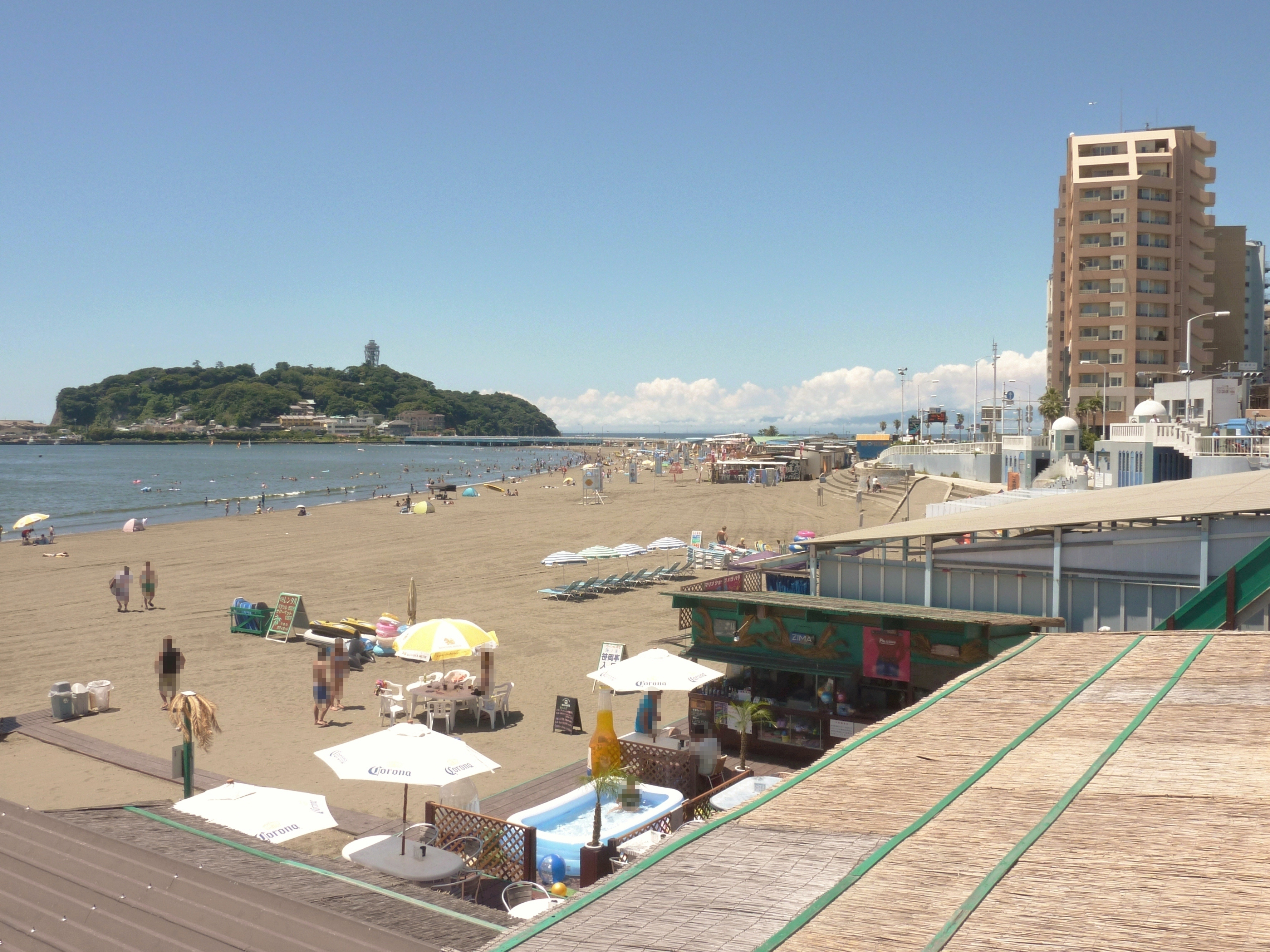
保養・観光地を短絡するものの観光輸送の割合は小さい（江の島と片瀬海岸）

江の島線（えのしません）は、神奈川県鎌倉市の大船駅から藤沢市の湘南江の島駅まで結ぶ湘南モノレールのモノレール路線である。単に湘南モノレール、湘南モノレール線と呼ばれることが多い。

## 概要
三浦半島の付け根付近にある丘陵地帯を貫き、大船と藤沢市片瀬地区を短絡する。丘陵地帯にありながら、当路線の開業以降、富士見町・湘南町屋両駅界隈が主に準工業地域として、湘南深沢駅界隈が商業・住宅地として、西鎌倉 - 目白山下間の各駅界隈では昭和初期からの別荘地であったものが分譲住宅地として再整備されるなど開発が進んだ。そのため、用務客の利用が増加し、沿線から東京方面への通勤と沿線への通勤の両方の需要がある通勤路線としての性格を強める。開業以来の2両編成では利用客をさばききれなくなり、1975年には現在の標準組成である3両編成が登場している。
同時に片瀬海岸・江の島を始めとする湘南地域の保養地・観光地アクセス手段の一つでもあるものの、1978年には観光需要が3割、通勤・通学需要が7割であったものが、現在では通勤・通学需要が9割に達する。朝夕は激しく混雑し、富士見町 - 大船間においては混雑率が163%にまで達する列車もある。特に湘南モノレールの大株主だった三菱電機の従業員用務需要は大きい。
近年においても大船駅に近い富士見町駅周辺においてマンション開発が相次いでいるほか、JR東日本の大規模工場が撤収した湘南深沢駅前では鎌倉市が「第3の都市拠点」として再開発を計画している。深沢地区と隣接する藤沢市村岡地域において大規模研究所施設の建設により就業人口が増したことから、関係自治体による村岡・深沢地区総合交通戦略策定協議会 (PDF) も立ち上がっている。
大船駅と湘南江の島駅の両終端駅には駅員が常駐して自動改札機が設置されている。湘南町屋駅及び西鎌倉駅には自動改札機と自動精算機が設置されている。それ以外の無人駅は自動券売機のみが設置され、原則として乗務員が集札を行っていた（下り列車の富士見町駅では大船駅から初乗り運賃であること、大船駅に自動改札機が設置されているため、集札は行われず、駅備え付けの集札箱に乗車券を入れるようになっていた）が、コロナ禍以降は全ての自動改札機のない駅において集札が行われず、集札箱に乗車券を入れる状況が続いている。
駅施設は路面電車の停留場に似た簡素なものがほとんどであるが、1日の乗降客数が5,000人を超える「特定旅客施設」に該当する駅が多いため、交通バリアフリー法（現バリアフリー新法）による移動円滑化の動きがある。これにより湘南町屋駅・西鎌倉駅・湘南江の島駅はエレベーター設置と駅舎改修がされたほか、開業以来基準のなかったサインシステムが導入された。
また保安装置はATSを使用し、終点駅や交換可能な駅には鉄道の地上信号機と同じ常置信号機（出発・場内）と従属信号機の遠方信号機が設置されており地上信号での自動閉塞式で運転されている。

### 路線データ
- 路線距離（営業キロ）：6.6 km
- 方式：懸垂式（三菱サフェージュ式）
- 駅数：8駅（起終点駅含む）
- 複線区間：なし（全線単線）
- 電化区間：全線（直流 1500 V）
- 閉塞方式：自動閉塞式
- 信号保安装置：ループ式ATS
- 交換可能駅：4駅（富士見町、湘南深沢、西鎌倉、目白山下）
- 最高速度：75 km/h[2]

## 運行形態
富士見町・湘南深沢・西鎌倉・目白山下の各駅で列車交換（行き違い）ができる。単線ながら、早朝と夜間をのぞいて7.5分間隔の高頻度運転が行われており、すべての交換可能駅で列車交換が行われる「ネットダイヤ」を形成している。このため、これ以上運転間隔を短くすることはできない。
大半の列車は大船 - 湘南江の島間の通しで運行されているが、途中駅の湘南深沢駅近くに深沢車庫があるため、朝晩の一部列車に同駅を起・終点とする列車の設定がある。また、ダイヤグラム上昼間の「大船発湘南江の島行き」列車でも途中の湘南深沢で車両交換が行われることがあるが、その場合は乗り換えを余儀なくされる。
車両の夜間停泊は、車庫のある湘南深沢駅と湘南江の島駅で行われている。ワンマン運転は行っておらず、車掌が乗務する。

## 車両
日本跨座式モノレールを推進する陣営と異なりメーカーによるライセンスが開放されていないこともあり、開業時から一貫して三菱重工業・三菱電機共同製作によるもののみ採用されている。車両はすべてアルミ合金製の3両固定編成で、5000系第1編成までは銀色地に赤帯を巻いていた。第2編成以降は、1本毎に異なる色の帯を巻くようになっている。全車両とも行先表示器を装備していない為、先頭部に行先標（通常は「大船←→湘南江の島」で固定）を掲示している。
仕様変更に伴う形式変更・改番を頻繁に行うため、登場時の車号の車両は少ない。5000系では、第1編成が案内輪交換の際に両先頭車が5300番台、中間車が5200番台に改番され、その後の貫通扉設置改造時に両先頭車は5600番台に改番された。第2編成は当初両先頭車は5500番台であったが、VVVFインバータ装置の改良や情報記録装置の搭載により5600番台に改番された。第3編成以降は登場時から両先頭車は5600番台である。

### 現用車両
- 5000系（2004年 - ）

### 過去の車両
- 300形（1970年 - 1992年）
- 400形（1980年 - 2004年）
- 500形（1988年 - 2016年）

## 敷設の経緯
旧来の路面電車に代わる都市内交通機関として、モノレールが本命視され複数の規格が各地で試験敷設されていた当時、主に日立製作所が技術主導権を握る跨座式モノレールと対抗軸をなす三菱重工業のモノレール設備機器の本格導入・拡販を目指すためのモデル路線として敷設された。1964年に名古屋市の東山動植物園内に設置された懸垂式モノレールの試験線である東山公園モノレール（1974年廃止）で得られたデータを活かして、2 - 3両の連結車両やモノレール用の特殊な転轍機を新たに採用するなどさらなる試験も兼ねているほか、跨座式モノレールに対する優位性を示すためあえて過酷な条件の地形に挑むように建設された。この路線における技術の成功が千葉都市モノレールに活かされている。
軌道は旧京浜急行自動車専用道路の上空に沿う形で設置されている。この道路は元々大船と江の島海岸を結ぶ普通鉄道線計画が頓挫したために取得済み用地を日本初の自動車専用道路として整備した私道で、モノレール建設当時は京浜急行電鉄によって所有および運営がなされており、軌道敷設にあたってはこの形態が有利に働いたようである。現在では鎌倉市と藤沢市に売却・譲渡され、一般市道に移行している。
この道路には最小曲率半径 25 m、最急勾配 88 ‰ という険しい箇所もある。懸垂式モノレールの性能的には、この道路に完全に沿う形での敷設も可能であったが、車両の馬力、平均速度の観点を加味し最急勾配を 74 ‰、最小曲率半径を本線 100 m、駅構内 50 m とした。途中2か所に道路上空を外れてトンネルを設けた箇所も存在する。このような急カーブを駆け抜ける乗り心地や、めまぐるしく変化する車窓の風景が、ジェットコースターにたとえられることもある。
建設にあたっては、軌道桁・支柱の製造を三菱重工業横浜造船所（当時）、車両は同三原製作所（同）、変電所は三菱電機が担当し、総合監理を三菱地所が行うなど、随所に三菱グループの総合力が活かされている。江の島線の走る鎌倉市の大船から深沢界隈は三菱電機の2事業所を抱える。

## 歴史
- 1965年（昭和40年）
  - 10月6日 - 湘南モノレールによる大船-片瀬間地方鉄道（懸垂式）敷設免許申請につき、運輸審議会件名表に登載される[12]。
  - 10月26日 - 運輸審議会が運輸大臣へ、免許することが妥当な旨を答申する[13]。
- 1970年（昭和45年）3月7日 - 大船 - 西鎌倉間が開業[1]。300形車両が2両編成で営業運転を開始[1]。
- 1971年（昭和46年）7月1日 - 西鎌倉 - 湘南江の島間が開業し、全線開通[1]。
- 1975年（昭和50年）1月30日 - 300形車両で3両編成の営業運転を開始[1]。
- 1980年（昭和55年）3月3日 - 400形車両が営業運転を開始[1]。
- 1988年（昭和63年）3月31日 - 500形車両が営業運転を開始[1]。
- 1990年（平成2年）2月20日 - 14時10分頃、西鎌倉 - 片瀬山間を走行中の大船発湘南江の島行き列車が軌道下の市道整備のため工事していたクレーン車のアームに衝突しモノレール車両前面が大破する事故が発生[14]。運転士は瀕死の重傷を負ったが乗客を含め死者無し。16時35分運転再開。
- 1992年（平成4年）7月11日 - ダイヤ改正を実施し、平日昼間のダイヤが7.5分間隔となる[15]。
- 2004年（平成16年）
  - 6月24日 - 5000系車両が営業運転を開始[1]。
  - 7月4日 - 400形車両運用終了[1][16]、冷房化率100%達成。
- 2005年（平成17年）1月20日 - アンドラ公国の首相マルク・フォルネ・モルネが視察。首相夫妻と外務大臣ら5人が、湘南モノレール社長前田克彦らとともに全区間を乗車した。同首相は積雪に強いこのモノレールに対し「アンドラ公国にぴったりの交通機関」と感想を述べた[17]。
- 2008年（平成20年）
  - 2月24日 - 西鎌倉駅構内で、湘南深沢発湘南江の島行き列車がブレーキ故障でオーバーランして停車、反対方向から来た湘南江の島発大船行き列車も同駅手前で緊急停車するトラブルが発生[18]。乗客は脱出・救出され負傷者なし。関東運輸局から警告を受けた[19]。事故車と同じ形式の5000系車両の使用を取り止め[20]、翌25日、湘南深沢 - 大船で折り返し運転開始[21]の後、翌26日に全線で通常より本数を減らした15分間隔の臨時ダイヤで運転再開[20]。この事故以降行われる予定だった湘南モノレール主催のイベントの多くは中止となった。
  - 11月7日 - 23時53分頃湘南深沢 - 西鎌倉間で上り回送電車が高所作業車のゴンドラ部分に衝突したものの作業員は軌道に避難しけが人はいなかった[22]。数分後に下り最終電車が現場を通過予定だったが、湘南深沢駅で運転を打ち切り、乗客約100人が影響を受けた。衝突した編成は同月16日までに修繕・試運転を行い、翌17日から営業に復帰した。
  - 12月23日 - 新車両の増備と廃車予定車両のリフレッシュ工事により同年2月24日の冒進事故以前の平常ダイヤに復帰する[23]。
- 2009年（平成21年）
  - 6月26日 - 国土交通省運輸安全委員会から「湘南モノレール江の島線西鎌倉駅構内鉄道物損事故鉄道事故調査報告書[24]」が公表され、2008年2月24日の冒進事故の原因が制御装置の異常と判明する。
  - 10月13日 - 冒進事故の対策を施した新しい5000系車両が営業運転を開始。
- 2010年（平成22年）2月26日 - 休車になっていた2008年2月の事故車両の5000系第2編成が同じく冒進事故対策を施され試運転に入り、その後3月23日より運用に復帰。休車期間は2年と長期に亘った。これにより5000系は3編成の体制となった。
- 2013年（平成25年）12月15日 - 湘南モノレールのマスコットキャラクター「しょもたん」が車体にデザインされた「しょもたん号」の運行開始。
- 2014年（平成26年）4月14日 - 黄帯（イエローライン）の5000系車両第4編成が運行開始。
- 2016年（平成28年）
  - 6月1日 - 23年ぶりにダイヤ改正を実施。土曜日の運行ダイヤを休日ダイヤに統合し、土休日ダイヤ実施[25][26]。
  - 6月26日 - 500形車両運用終了[27][28]。
- 2018年（平成30年）ドイツ・ヴッパータール空中鉄道との姉妹関係を車体横に表示

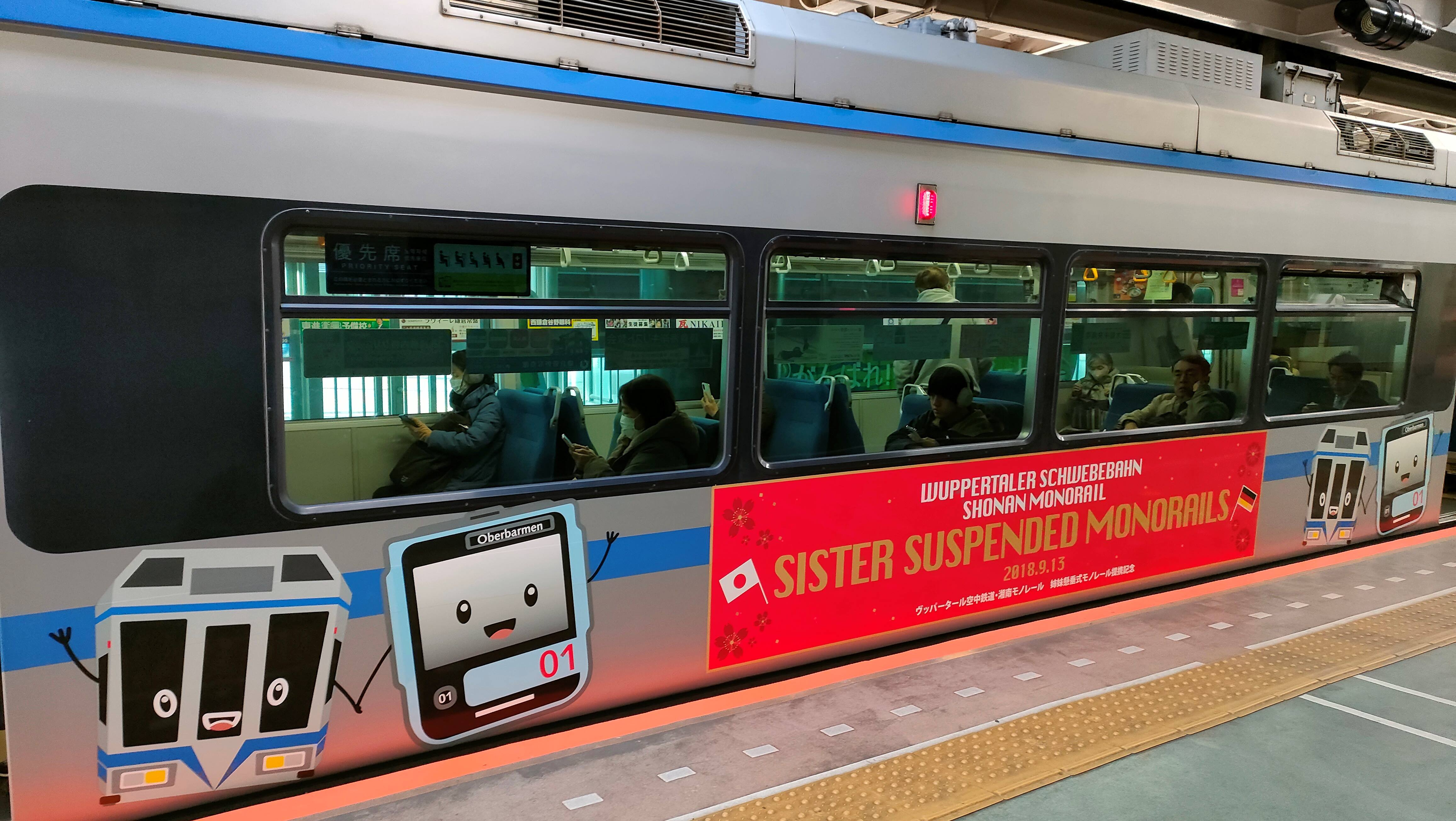
ドイツ・ヴッパータール空中鉄道との姉妹関係を車体横に表示

  - 4月1日 - ICカード「PASMO」を導入[29]。同時に交通系ICカード全国相互利用サービスへの対応により、Suica、Kitaca、manaca、TOICA、ICOCA、PiTaPa、nimoca、はやかけん、SUGOCAが利用可能となる[29]。
  - 9月13日 - ドイツ西部の都市ヴッパータールにあるヴッパータール空中鉄道と初の「姉妹懸垂式モノレール協定書」を締結[30][31]。
  - 12月1日 - 旧来の駅舎に増改築を施した湘南江の島駅の新駅舎が竣工[32]。絵本作家の久村香織によるイラストがベースとなる第2次サインシステムの運用が開始。

### 延伸計画
湘南江の島駅よりさらに南下して江ノ島電鉄を跨ぎ、江の島あるいは茅ヶ崎まで延伸する構想が当初存在したが、諸々の事情により頓挫したとされる。

## 駅一覧
- 全駅神奈川県内に所在。
- 列車交換 … ◇：交換可能、｜：交換不可

| 駅番号 | 駅名         | 駅間キロ | 営業キロ | 接続路線 | 列車交換 | 所在地 |
| ------ | ------------ | -------- | -------- | --- | -------- | ------ |
| SMR1   | 大船駅       | -        | 0.0      | 東日本旅客鉄道： 東海道線（上野東京ライン） (JT 07)・ 横須賀線 (JO 09)・ 湘南新宿ライン (JS 09)・ 根岸線 (JK 01) | ｜       | 鎌倉市 |
| SMR2   | 富士見町駅   | 0.9      | 0.9      | | ◇        | 鎌倉市 |
| SMR3   | 湘南町屋駅   | 1.1      | 2.0      | | ｜       | 鎌倉市 |
| SMR4   | 湘南深沢駅   | 0.6      | 2.6      | | ◇        | 鎌倉市 |
| SMR5   | 西鎌倉駅     | 2.1      | 4.7      | | ◇        | 鎌倉市 |
| SMR6   | 片瀬山駅     | 0.8      | 5.5      | | ｜       | 鎌倉市 |
| SMR7   | 目白山下駅   | 0.7      | 6.2      | | ◇        | 藤沢市 |
| SMR8   | 湘南江の島駅 | 0.4      | 6.6      | | ｜       | 藤沢市 |

## 運賃
大人普通旅客運賃（小児半額・10円未満切り上げ）。2019年10月1日改定。
| キロ程        | 運賃（円） |
| ------------- | ---------- |
| 初乗り1 - 2km | 180        |
| 3             | 220        |
| 4             | 250        |
| 5             | 270        |
| 6             | 290        |
| 7             | 320        |

## 乗車券
普通乗車券、定期乗車券、回数乗車券のほかに企画乗車券として「湘南モノレール1日フリーきっぷ」が発売されているほか、過去には『世界のモノレールシリーズ』を初めとする各種記念乗車券も数多く発売されていたことがある。パンチ式車内補充券を現在でも車掌が発行している。
かつて、JR東日本線連絡乗車券を湘南江の島駅券売機限定で発売していた。連絡定期券はJR東日本線連絡のみで、取り扱い区間など詳細は駅や窓口に表示されず、3社連絡定期券は扱わない。
カード乗車券は、2018年4月1日始発よりPASMOが導入された。

## 広告ソング
「シルバーアロー号湘南へ」ザ・ウォータージェットメン
2005年にコミュニティFM放送局「藤沢エフエム放送」の番組への社長出演がきっかけとなり、ホスト役のシンガーソングライターにより当路線のPRソングが制作された。翌2006年には地元ミニコミ誌によりPRソングが収納されたCD付きの小冊子が発行された。

## 登場するメディア作品
近隣を走る江ノ島電鉄線ほどではないものの、景勝地・湘南を通ることから度々テレビドラマや映画、書籍などの作品に当路線が登場することがある。ここではその一部を取り上げる。
- おれは男だ!（日本テレビ、1971年。第23話の中で、開業間もない頃の300形が2両編成で登場する）
- 俺たちの勲章（日本テレビ、1975年。合計2話の中で開業間もない当路線が随所に登場する）
- 湘南爆走族（1987年。実写映画の作品中に登場）
- 海岸物語 昔みたいに…（TBS、1988年。沿線のパン店が舞台であり、随所に登場する）
- 老人Z（1991年。アニメ映画の作品中に登場する）
- ぶらり途中下車の旅（日本テレビ、1993年秋に1回だけ取り上げられた）
- さわやか3組（NHK教育テレビ、2000年度作品。沿線の鎌倉市立深沢小学校が舞台であり度々登場する）
- 十五才 学校Ⅳ（2000年。山田洋次監督作品で、松竹大船撮影所撮影の最終作品でもある。ラストシーンに登場する）
- 鎌倉ものがたり（作者：西岸良平。舞台柄、よく登場する）
- 美鳥の日々（アニメ版に登場したモノレールのモデルとなった）
- 特急田中3号（TBS、2007年。ヒロインが嵌める本線オリジナル腕時計がキーアイテムとされているなど随所に登場する。なお、この腕時計はドラマに登場すると続々と売れて、現在完売となっている）
- ネットゴーストPIPOPA（テレビ東京、2008年。第33話で登場。設定が近未来であるため全線で無人運転が実施されている。そのほか、車内の側天井部にデジタルサイネージが設置され、車両は500形が登場する。舞台は架空の上舞市であるがモデルは江の島近辺である）
- 青い花 (漫画)（フジテレビ、2009年。アニメ第3話Aパートに登場。舞台は鎌倉近辺である）
- IS 〈インフィニット・ストラトス〉（TBS、アニメ版の作中に登場）
- TARI TARI（アニメ版 車両自体は描かれないが、湘南江の島駅のホームや駅周辺が舞台として描かれたことがある）
- 無彩限のファントム・ワールド（BS11・ABCほかアニメ版。駅名は改変されているが湘南江の島駅、西鎌倉駅のホームや駅周辺、車内が描かれている）
- プラチナエイジ（東海テレビ、2015年）
- Just Because!（tvkほか、2017年。湘南深沢駅周辺を主とし、ほぼ全線にわたって描写されている）

### 音楽
- 「シルバーアロー号湘南へ」ザ・ウォータージェットメン
- 「湘南モノレール」T42
- 「うつろいゆく街で」空気公団（湘南モノレールをテーマにして作られている。PVにも湘南モノレールが使われている）